# Pedro, o Diácono (monge cita)
Pedro, o Diácono (em latim: Petrus Diaconus) foi um dos monges citas que estiveram em 519 perante o papa Hormisda durante a controvérsia teopassianista (vide teopassianismo). Ele escreveu sobre o tema em seu tratado "De incarnatione et gratia", direcionado ao mesmo tempo contra os ensinamentos de Fausto de Riez sobre a graça e contra Fulgêncio de Ruspe. O texto pode ser encontrado na Patrologia Latina, editado por Migne, LXII, 83-92.

## Atribuição
- "Petrus Diaconus" na edição de 1913 da Enciclopédia Católica (em inglês).  Em domínio público.